# Auxais
Auxais é uma comuna francesa na região administrativa da Normandia, no departamento Mancha. Estende-se por uma área de 7,65 km². Em 2010 a comuna tinha 175 habitantes (densidade: 22,9 hab./km²).